# أندي غايل
أندي غايل (بالإنجليزية: Andy Gayle)‏ هو لاعب كرة قدم بريطاني في مركز الهجوم، ولد في 19 سبتمبر 1970 في مانشستر في المملكة المتحدة. لعب مع أشتون يونايتد وأولدهام أثلتيك ونادي أكرينغتون ستانلي ونادي بوري ونادي ستاليبريدج سيلتيك ونادي كرو ألكساندرا ونادي ويتون ألبيون.